# Andrea Rottloff
Andrea Rottloff (* 1961 in Augsburg) ist eine deutsche Provinzialrömische Archäologin und Sachbuchautorin.
Andrea Rottloff studierte Provinzialrömische Archäologie, Klassische Archäologie, Alte Geschichte, Mittelalterliche Geschichte und Ägyptologie an der Universität München, wo sie mit der Arbeit Die römischen Gläser von Augusta Vindelicum – Augsburg 1996 bei Günter Ulbert promoviert wurde.
Ihre Schwerpunkte liegen auf den Gender Studies, der Kostüm-, Schmuck und Realienkunde und der Experimentellen Archäologie sowie des Reenactment. Ein weiterer ihrer Forschungsschwerpunkte ist Römisches Glas. In diesen Themengebieten arbeitet sie als freiberufliche Archäologin, Autorin und Lektorin. Zeitweise war Rottloff Lehrbeauftragte der Provinzialrömischen Archäologie an der Universität München. In mehreren Sachbüchern für ein breiteres Publikum hat sie sich mit dem Pilgerwesen von Frauen in der Spätantike und dem Mittelalter sowie mit den Lebensumständen von Frauen im Römischen Reich beschäftigt.

## Schriften (Auswahl)
Sachbücher
- mit Sandra Ann Fortner: Auf den Spuren der Kaiserin Helena. Römische Aristokratinnen pilgern ins Heilige Land. Sutton, Erfurt 2000, ISBN 3-89702-239-7.
- Lebensbilder römischer Frauen. von Zabern, Mainz 2005, ISBN 3-8053-3546-6 (Kulturgeschichte der antiken Welt; Bd. 104).
- Stärker als Männer und tapferer als Ritter. Pilgerinnen in Spätantike und Mittelalter. von Zabern, Mainz 2005, ISBN 978-3-8053-3766-3 (Kulturgeschichte der antiken Welt; Bd. 115) = auch Wissenschaftliche Buchgesellschaft, Darmstadt 2007, ISBN 978-3-534-20813-5
- Die berühmten Archäologen. von Zabern, Mainz 2009, ISBN 978-3-8053-4063-2.
- Die berühmten Schauspieler. Von der Antike bis zur Renaissance. von Zabern, Mainz 2010, ISBN 978-3-8053-4225-4.
- Die berühmten Schauspieler. Vom Barock bis zur Gegenwart. von Zabern, Mainz 2011, ISBN 978-3-8053-4280-3.
- mit Sandu Mendrea und Wolfgang Zwickel: Jesus von Nazaret. Eine Ortsbegehung. Nünnerich-Asmus, Mainz 2012, ISBN 978-3-943904-01-7.
- Geformt mit göttlichem Atem. Römisches Glas. Nünnerich-Asmus, Mainz 2015, ISBN 978-3-943904-76-5.

Belletristik
- Die Frau im grünen Mantel. Roman. von Zabern, Mainz 2010, ISBN 978-3-8053-4087-8.